# Trichocline reptans
Trichocline reptans là một loài thực vật có hoa trong họ Cúc. Loài này được (Wedd.) Hieron. miêu tả khoa học đầu tiên.